# Pares (Antigua och Barbuda)
Pares är en ort i Antigua och Barbuda. Den ligger i parishen Parish of Saint Peter, i den centrala delen av landet, 11 kilometer öster om huvudstaden Saint John's. Pares ligger 25 meter över havet och antalet invånare är 763. Den ligger på ön Antigua. Pares ligger vid sjön Potworks Dam.
Terrängen runt Pares är huvudsakligen platt, men åt sydväst är den kuperad. Havet är nära Pares åt nordost. Närmaste större samhälle är Saint John's, 10,8 kilometer väster om Pares.
Omgivningarna runt Pares är en mosaik av jordbruksmark och naturlig växtlighet. Runt Pares är det ganska tätbefolkat, med 222 invånare per kvadratkilometer.